# ضد سنت‌بوو
ضد سنت‌بوو عنوان کتابی است از مارسل پروست، نویسنده فرانسوی که پس از مرگ این نویسنده در سال ۱۹۵۴ منتشر شده است. این کتاب با عنوان ضد سنت‌بوو، خاطره‌های بامداد در انتشارات مروارید با ترجمه احمد پرهیزی منتشر شده است و نامزد جایزه کتاب سال در دوره سی و چهارم شد.  

## مجموعه پلیاد
انتشارات گالیمار این کتاب را در مجموعه کتابخانه پلیاد منتشر کرده است. این مجموعه مختص کتابهایی است که دارای بالاترین کیفیت ادبی هستند، و تنها آثار اندکی به آن راه دارند. 